# جينينغ
جينينغ (بالصينية: 济宁市 )‏ هي مدينة على مستوى محافظة، في جمهورية الصين الشعبية، تتبع شاندونغ، تبلغ مساحتها 11,285 كيلومتر مربع، رمزها البريدي هو 272000.

## مدن توأم
المدن التوأم:
- تاغانروغ.

## التقسيمات الإدارية
- Rencheng, Jining [الإنجليزية]‏
- Yanzhou, Jining [الإنجليزية]‏
- Weishan County, Shandong [الإنجليزية]‏
- Yutai County [الإنجليزية]‏
- Jinxiang County [الإنجليزية]‏
- Jiaxiang County [الإنجليزية]‏
- Wenshang County [الإنجليزية]‏
- Sishui County [الإنجليزية]‏
- Liangshan County [الإنجليزية]‏
- معبد كوفو
- تسوتشينغ.

## أعلام
- ليو بن
- لي جونغ
- رن كانكان